# Innovation (Schiff)
Die Innovation ist ein Errichterschiff des belgischen Unternehmens DEME.

## Allgemeines

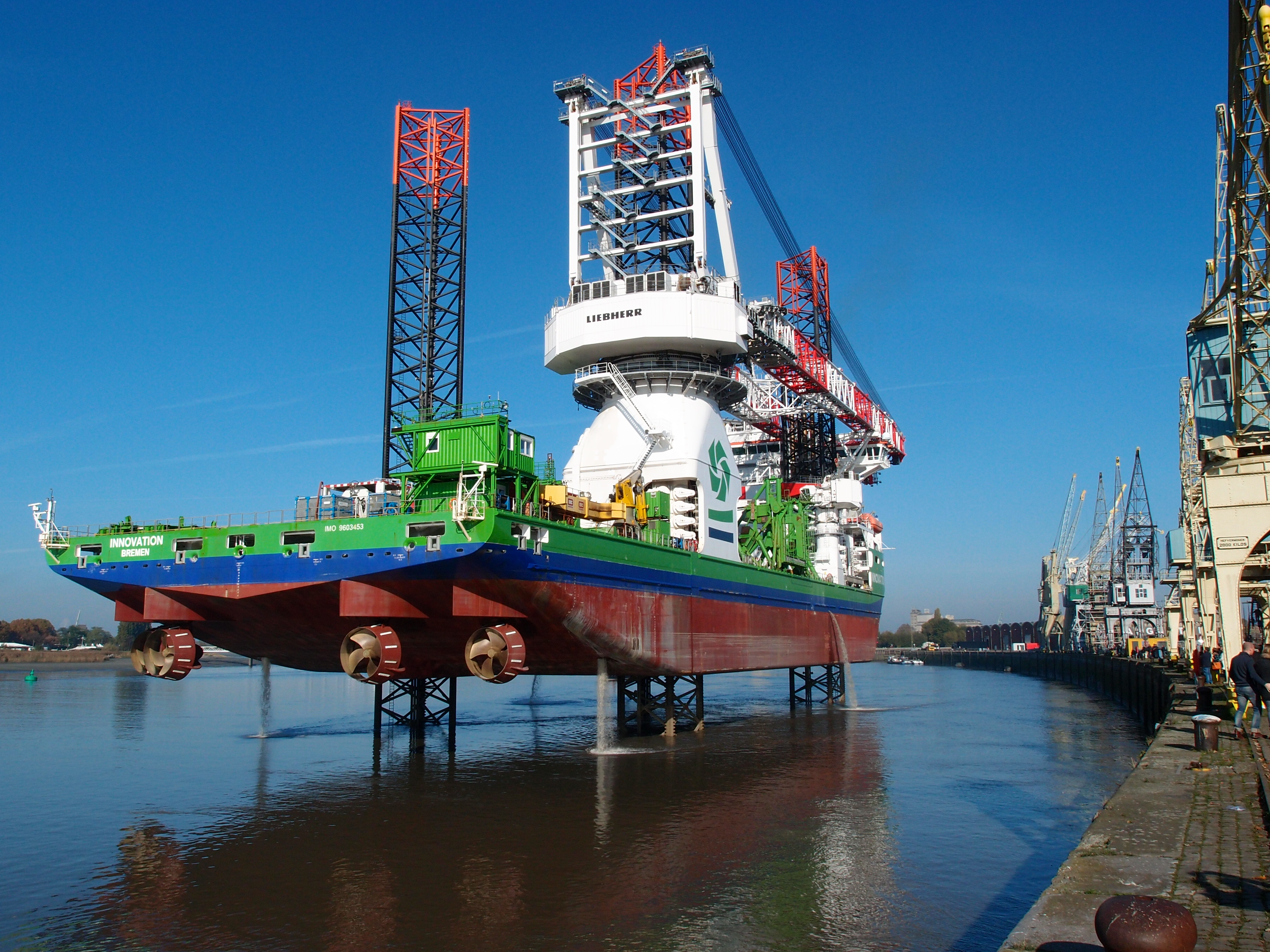
Die Innovation in der Schelde in Antwerpen (2015)

Das Schiff wurde 2010 von Beluga Hochtief Offshore, einem Gemeinschaftsunternehmen der Beluga Group und Hochtief, bei der polnischen Crist-Werft in Gdingen bestellt und dort unter der Baunummer 142/1 gebaut. Die Kiellegung fand am 15. November 2010, der Stapellauf am 25. Juni 2012 statt. Die Fertigstellung des Schiffes erfolgte am 31. Juli 2012. Das Schiff wurde im August 2012 in Dienst gestellt und am 3. September in Bremerhaven getauft. In den Bau wurden rund 200 Millionen Euro investiert.
Konstruiert wurde das Schiff vom Konstruktionsbüro Overdick aus Hamburg in Zusammenarbeit mit Wärtsilä Ship Design. 
Nach der Insolvenz der Beluga Group stieg die 100%ige DEME-Tochter GeoSea aus Belgien zum 1. Juni 2011 mit 50-%-Anteil in das Joint Venture mit Hochtief ein. Hierdurch entstand das Joint Venture HGO InfraSea Solutions. Hochtief verkaufte 2015 seine Anteile an der Innovation an die DEME-Tochter GeoSea.
Das Schiff dient dem Aufbau von Windenergieanlagen in Offshore-Windparks. Es wurde ab Mitte September 2012 zunächst für den Aufbau des Offshore-Windparks „Global Tech I“ in der deutschen ausschließlichen Wirtschaftszone in der Nordsee eingesetzt. Ab Oktober 2017 wurde das Schiff für den Bau des Windparks „Horns Rev 3“ eingesetzt.

## Technische Daten und Ausstattung
Der Antrieb des Schiffes erfolgt dieselelektrisch. Die Stromerzeugung für die vier elektrisch angetriebenen Propellergondeln erfolgt durch sechs Dieselgeneratorsätze mit jeweils 5400 kVA Scheinleistung. Weiterhin wurden ein Hauptgenerator mit 1950 kVA sowie ein Notgenerator mit 885 kVA Scheinleistung verbaut. Die Dieselgeneratoren arbeiten auf Mittelspannung von 6600 V und sind in getrennten Räumen aufgestellt. Auch die Mittelspannungs-Schaltanlagen sind aus Redundanzgründen in zwei getrennten Räumen untergebracht.
Die vier mit Kortdüsen ausgestatteten, elektrisch angetriebenen Propellergondeln von Schottel befinden sich im Heckbereich. Das Schiff erreicht damit eine Geschwindigkeit von 12 Knoten. Im Bugbereich befinden sich drei Querstrahlsteueranlagen. Damit verfügt das Schiff über ein System zur dynamischen Positionierung. 
Die Decksaufbauten befinden sich im vorderen Teil des Schiffes. Oberhalb des Deckshauses ist auf der Backbordseite ein Helideck installiert. An Bord befinden sich Unterkünfte für 100 Personen inklusive der Schiffsbesatzung. Die Kabinen können als Einzel- oder Doppelkabinen genutzt werden.
Hinter dem Deckshaus befindet sich das 3.400 m² große Arbeitsdeck. Das Schiff kann bis zu 8.000 Tonnen zuladen. Es ist mit vier Hubbeinen ausgerüstet, mit denen es in bis zu 50 Meter tiefem Wasser arbeiten kann. Das Schiff kann bei einer Wellenhöhe von bis zu zwei Metern eingesetzt werden.
Der Liebherr-Schwerlastkran, der in Nenzing/Österreich konstruiert und in Rostock von Liebherr-MCCtec Rostock gefertigt wurde, befindet sich auf der Steuerbordseite des Schiffes. Er kann bei einer Auslage bis zu 31,5 Metern 1.500 Tonnen heben. Der Ausleger hat eine Länge von 105 Metern, die Hubhöhe über Deck beträgt 120 Meter. Das Eigengewicht des Kranes, der so installiert wurde, dass er sich um 360° um eines der vier Hubbeine des Schiffes drehen kann, beträgt 1500 Tonnen. Der Kran wird elektro-hydraulisch angetrieben. Die Antriebsleistung beträgt 4000 kW.

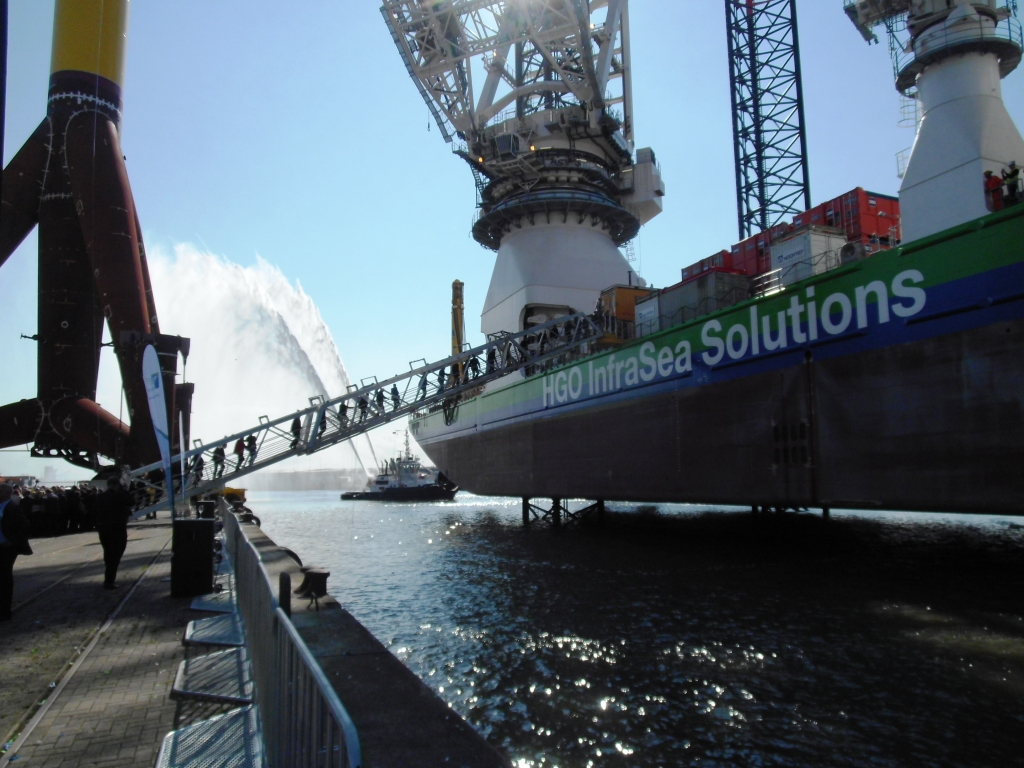
Taufe des Schiffes in Bremerhaven
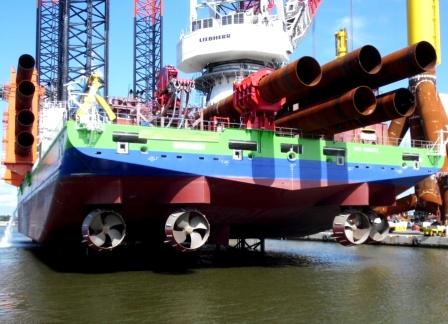
Antrieb mit vier elektrisch angetriebenen Propellergondeln von Schottel
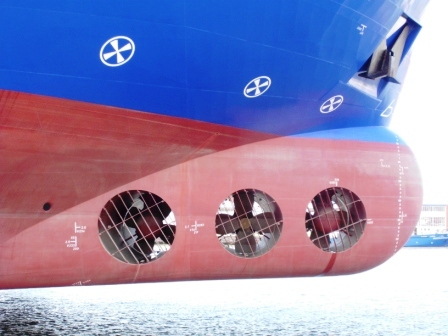
Die vier Propellergondeln am Heck und drei Querstrahler am Bug sorgen für dynamische Positionierung
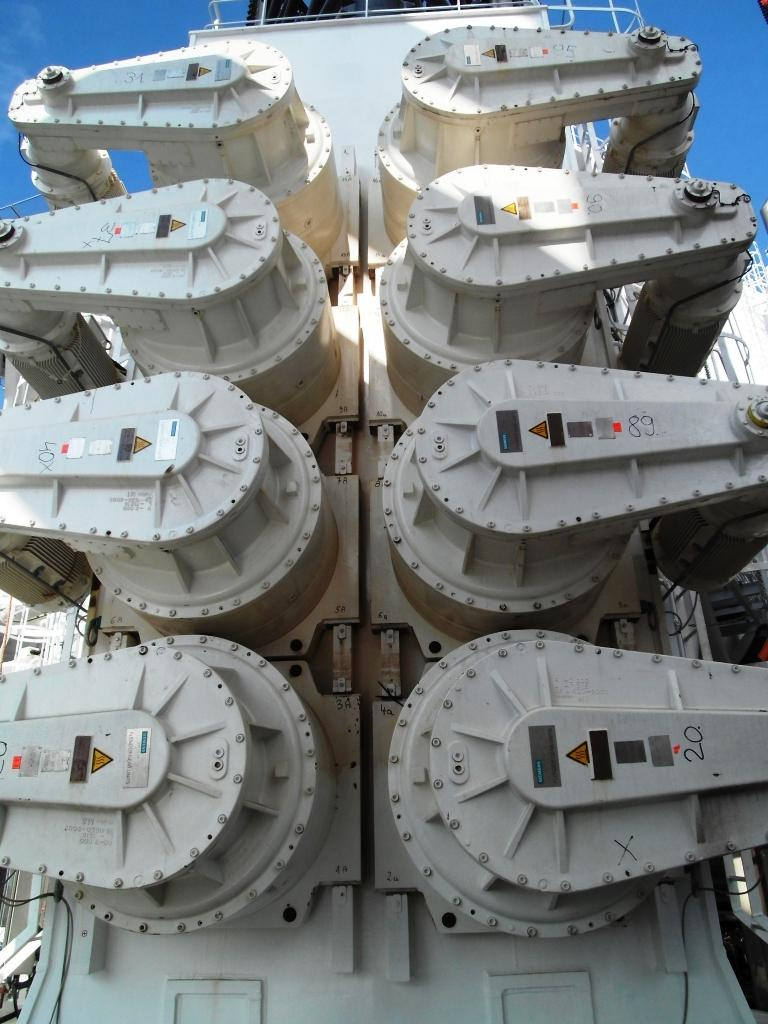
Acht der insgesamt 96 elektrischen Antriebe der Hubbeine